# Brachymeria truncatella
Brachymeria truncatella är en stekelart som beskrevs av Burks 1967. Brachymeria truncatella ingår i släktet Brachymeria och familjen bredlårsteklar. Inga underarter finns listade.